# Robert Kramer
Robert Kramer (Nueva York, 22 de junio de 1939-Normandía, 10 de noviembre de 1999) fue un director de cine.
Es un sobresaliente ejemplo del mundo cinematográfico estadounidense, más allá del 'underground' en el que a veces se le quiere encuadrar. A través de sus películas, Kramer ha dado un testimonio lúcido y apasionado de la lucha militante así como de los cambios ideológicos producidos en el mundo en las últimas tres décadas. 
Trabajó en EE. UU. y, durante veinte años, en Francia, exiliado por motivos ideológicos. Falleció en 1999 durante el trabajo de montaje de Cités de la Plaine.

## Trayectoria
Nació en Nueva York en 1939; era hijo de un médico. Estudió Filosofía e Historia de Europa Occidental, y empezó a escribir poemas, novelas y obras de teatro que nunca fueron publicadas. Apasionado por el periodismo, fue durante un tiempo reportero en América Latina. 
En 1967 fundó el movimiento The Newsreel, una cooperativa de cineastas dedicada a filmar noticieros que estuvo entre las primeras que produjeron filmes acerca de la guerra de Vietnam y su impacto en Estados Unidos. Hizo unos 60 documentales y cortos sobre temas políticos entre 1967 y 1971.
Ya desde sus primeros trabajos In the Country (1967) y The edge (1968), Robert Kramer cuestionó las políticas tanto internas como externas de su país; mientras que Ice (1969) es un notable trabajo que resume la militancia política en los años sesenta, cabalgando entre el documental y la ficción, una característica estilística que mantendrá a lo largo de su filmografía como rasgo distintivo de sus mejores películas. La película es un trabajo sobre la guerrilla urbana, durante la preparación, el enfrentamiento y el final de un asalto a una fábrica. Es uno de los más brillantes exponentes de su cine.
Estuvo en Vietnam, donde filmó People's War, un filme contra la política exterior estadounidense, que no fue bien recibido por los norvietnamitas, por su análisis duro de su realidad. Milestones (1975), dedicado al "heroic Vietnamese people", es otra larga y gran película suya, en la que aparecen restos de comunas, veteranos de guerra, activistas diversos, militantes de células, y otras personas que dan su punto de vista de un modo a la vez muy cuidado y muy espontáneo. Es un documento impresionante sobre la juventud americana de entonces, marginada de la vida política y económica oficial.
Ante las dificultades de realizar películas en su país en la época del "reaganismo" (y sintiéndose exiliado en su país) Robert Kramer se instaló en Francia. Había encontrado productores franceses para Guns, documental sobre la guerra civil en Angola, que se mostró en el New York Film Festival en 1980. Desde París, a lo largo de dos décadas realizó varios trabajos que oscilaron entre la ficción y el documental.
Hizo dos filmes personales sobre su exilio: Doc's Kingdom (1987), el más famoso, que es un sombrío análisis de los movimientos radicales, y Route One USA (1989), que es un "road movie". En 1989 hizo Notre Nazi sobre Thomas Harlan.
En 1992 viajó Vietnam para rodar Point de Départ, un documental sobre los cambios sufridos en la sociedad vietnamita. En 1996, hizo Walk the Walk, reflexión sobre el estado de Europa, partiendo de una familia y de cómo ve ésta a Rusia. 
En los últimos años fue profesor en Francia, y pudo además terminar su última película Cités de la Plaine (1999), un film de carácter experimental, antes de que una meningitis acabara con su vida a los sesenta años.

## Películas
- FALN (1965)
- In the Country (1967)
- The Edge (1968)
- The People's War (1970)
- Ice (1970), 128 min.
- Milestones (1975), 199 min.
- Scenes from the Class Struggle in Portugal (1977)
- Guns (1980)
- À toute allure (1982)
- Notre nazi (1985)
- Diesel (1985)
- Doc's Kingdom (1987)
- Route One USA (1989)
- Contre l'oubli (1991)
- Starting Place/Point de départ (1994)
- Le manteau (1996)
- Walk the Walk (1996)
- The Ghosts of Electricity (1997)
- Cités de la plaine (2001)

## Premios y distinciones
Festival Internacional de Cine de Venecia
| Año  | Categoría                   | Película | Resultado |
| ---- | --------------------------- | -------- | --------- |
| 1980 | Mención especial del jurado | Guns     | Ganador   |